# Luxiaria postvittata
Luxiaria postvittata är en fjärilsart som beskrevs av Walker 1861. Luxiaria postvittata ingår i släktet Luxiaria och familjen mätare. Inga underarter finns listade i Catalogue of Life.